# HYDE LIVE 2020-2021 ANTI WIRE
『HYDE LIVE 2020-2021 ANTI WIRE』（ハイド ライヴ にせんにじゅう にせんにじゅういち アンチ ワイヤー）は、日本のロックバンド・L'Arc〜en〜Ciel、VAMPSのボーカリストで、シンガーソングライターであるHYDEのライヴビデオ。2021年5月26日発売。発売元はVirgin Music。

## 解説
ライヴビデオ『HYDE LIVE 2019 ANTI FINAL』以来約10ヶ月ぶり5作目となる映像作品のリリース。
本作品は、2020年12月から2021年2月にかけて開催したアコースティックライヴツアー「HYDE LIVE 2020-2021 ANTI WIRE」における東京国際フォーラム ホールAの最終日公演の模様を収録したライヴビデオである。ちなみにこの会場で行われた1月30日・31日公演は、動画ストリーミングプラットフォームのAbemaTVで放送された番組『ABEMA PPV ONLINE LIVE』で生配信されている。
なお、本作に収録された公演が行われた約1年前の2020年に、HYDEはL'Arc〜en〜Cielとしてライヴツアー「ARENA TOUR MMXX」を開催しており、このツアーの後にソロ単独名義でライヴツアーを計画していた。しかし、2020年1月末に日本国内で初感染が確認された新型コロナウイルスの蔓延の煽りを受け、バンド及びソロ名義で計画されていたツアーが中止の憂き目を見ることとなり、大幅な活動予定の変更を余儀なくされた。その後日本では様々な行動規制が敷かれ、ライヴ開催が憚られる状況にあった。そういった中で、事前に予定をおさえていた公演会場の扱いをどうするか考えたHYDEは、2020年9月に都内1ヶ所で着席型のアコースティックコンサート「HYDE LIVE 2020 Jekyll & Hyde」を敢行することにしている。そしてHYDEは、このコンサートの感触を踏まえ、全国7都市で今回のアコースティックライヴツアーを開催する決断をしたという。
本作に収められたツアーでは、"ANTI WIRE＝コードレス”というコンセプトを掲げており、攻撃的なステージングが特徴だった＜動＞のライヴスタイルとも、「黒ミサ」などのアコースティックコンサートでみせてきた＜静＞のスタイルとも異なる演出・パフォーマンスが採り入れられている。なお、HYDEはこのツアーで、自らドラム缶を模したフロアタムを叩いたり、タンバリンを鳴らしながらハンドマイクで熱唱したり、アコースティック・ギターを抱え歌唱するなど、これまでのソロライヴでみせてこなかった様々なスタイルでパフォーマンスを行っている。
セットリストには、2019年に発表した4枚目のアルバム『ANTI』に収録された楽曲を中心とした既存の楽曲に、アコーティック楽器で再構築・リアレンジを施したバージョンが組みこまれている。このツアーで披露された楽曲には、アコースティックの雰囲気と、重低音感を失わないようなロックサウンドを両立させた音作りを志向したリアレンジが施されている。なお、ツアーコンセプトに合わせたアレンジは、ツアーサポートを務めた堀向彦輝（a.k.a hico）、PABLO（Pay money To my Pain）、城戸紘志、Ali（MONORAL）とともに実施されている。HYDEはライヴに向けたリアレンジ作業を振り返り「自分としてやりたい曲があっても、世界観に合わないようであればやらないか、合うアレンジにする。だから今回はツアーに向けてのリハーサルでのアレンジ作業が一番面白かったですね。バンドメンバーも天才が集まってるから、アイデアに詰まることもないし、例え1人が行き詰まってもほかのメンバーが新しいアイデアを出す。アイデアの応酬みたいな感じで楽しかったですよ」と述懐している。また、HYDEはこのツアーの位置付けについて「「HYDE LIVE 2019 ANTI FINAL」の延長線」「ステージのコンセプトも映画で言う"Episode.0"という設定にして、ここから"Episode.1"である『ANTI』の世界観につながる始まりの物語にした」と語っている。さらに、今回のツアーでは、新曲として開催前日にリリースされた「DEFEAT」がライヴで初披露されている。
ステージセットに関しても、前年に開催したライヴ「HYDE LIVE 2019 ANTI FINAL」を意識したものが採り入れられている。HYDEは今回のステージ演出について「「ANTI FINAL」がアルバム『ANTI』の世界が開花した、表の状態だったとしたら、そこに通じるような内容にしたかった。生まれる前の卵のような、赤ちゃんのような状態。"ここから始まる"ということや、「ANTI FINAL」の舞台になった“NEO TOKYO”の路地裏の雰囲気が出るようにしました」「いちばんこだわったのは照明で。今回は路地裏感のある照明にしたかったんですよ。照明ってついつい派手になりがちというか、演奏に合わせてバンッて一気に明るくなったりするじゃないですか。きっとそういう技を習ってきてるんでしょうね、照明スタッフはよかれと思ってそうしてくれるんだと思うんですけど、僕のイメージでは極論、照明がなくてもいいぐらいだったんです、今回は。演奏に合わせた照明は必要ないっていう。そういう照明じゃなくて、それこそバーのライティングみたいな」と語っている。
フィジカルはBlu-ray Disc及びDVDの2形態で発売され、Blu-ray版は初回限定盤（2BD）と通常盤（BD）の2形態、DVD版は通常盤（DVD）の1形態でリリースされた。初回限定盤には、ライヴツアー「HYDE LIVE 2020-2021 ANTI WIRE」の裏側に迫ったドキュメンタリー映像に加え、本編に未収録のライヴ映像などが収録されたBlu-rayが付属されている。

## 収録曲
1. UNDERWORLD
2. AFTER LIGHT
3. LOVE ADDICT
4. DEFEAT
5. MISSION
6. SWEET VANILLA
7. BELIEVING IN MYSELF
8. ZIPANG
9. LET IT OUT
10. MAD QUALIA
11. SET IN STONE
12. ANOTHER MOMENT
13. EVERGREEN
14. WHO'S GONNA SAVE US
15. LION
16. KISS OF DEATH
17. DEVIL SIDE
18. REVOLUTION
19. HELLO
20. I'm so happy
21. GLAMOROUS SKY
22. ORDINARY WORLD

## 初回限定盤付属Blu-ray Disc
HYDE LIVE 2020-2021 ANTI WIRE Documentary
ライヴツアー「HYDE LIVE 2020-2021 ANTI WIRE」の裏側に迫ったドキュメンタリー映像に加え、本編に未収録のライヴ映像が収録されている。